# Tomoderus cantaloubei
Tomoderus cantaloubei es una especie de coleóptero de la familia Anthicidae.

## Distribución geográfica
Habita en Camerún.